# Theresa Nakisuyi
Theresa Nakisuyi est une athlète ougandaise.

## Carrière
Theresa Nakisuyi est médaillée de bronze du saut en longueur aux Jeux africains de 1965 à Brazzaville.